# 着うたフルプラス
着うたフルプラス（ちゃくうたフルプラス）は、2008年（平成20年）12月25日から2021年（令和3年）3月31日まで一部のKDDI、および沖縄セルラー電話の各auフィーチャーフォン（携帯電話）専用に提供されていたサービスであり、従来の着うたをフルコーラス（1曲全体）でダウンロードが可能な日本の音楽配信サービスである。着うた同様、ソニー・ミュージックエンタテインメントの登録商標（第5304821号）である。
AAC-LC・320kbps（最大ビットレート時）に対応した着うたフルの高音質の最上位版携帯電話専用音楽配信サービスである。

## 概要
- 2008年（平成20年）12月25日よりKDDI、および沖縄セルラー電話の一部の各auブランドにて『着うたフルプラス』の名称[注釈 1]で配信サービスを開始。対応機種は当初、同キャリア向けのW65TとWalkman Phone, Xmini（W65S）の2機種のみだったが、同キャリア向けのG'zOne CA002およびEXILIMケータイ CA004、法人向け専用端末のE05SHおよびE06SHを除く[注釈 2]「KCP+」に対応[注釈 3]した2009年春モデル以降の機種よりほぼ標準で対応した。
- ファイル形式にはHE-AACではなく、圧縮率の低い従来のAAC-LC（セキュア対応）が用いられており、最大ビットレートは1曲あたりの演奏時間が6分以下の楽曲の場合は320kbpsとなるものの、1曲あたりの演奏時間が6分以上を超える楽曲の場合は最大ビットレートが256kbps以下に制限される。既存の着うたフルと同じく、着信音やアラームとして設定可能であり、着信音用にはあらかじめ指定されている1～5箇所から着うたを取り出し、設定することができる。なお、1曲あたりのファイルサイズは最大で約15MBまでとなる[1]。
- その後、スマートフォンの急速な普及に伴い、利用者が激減し2021年3月31日を以ってサービスを終了した。ちなみに、着うたフルプラスの1曲主価格帯は300円～500円程度（消費税別）となっていた。